# Lítium-polonid
A lítium-polonid a polonidok közé tartozó stabil vegyület, képlete Li2Po.

## Előállítása
A lítium-polonidot fém lítium hidrogén-polonid vizes oldatának reakciójával lehet előállítani:
H2Po + 2 Li → Li2Po + H2
Elő lehet állítani lítium és polónium keverékének 300–400 °C-on történő hevítésével.

## Kristályszerkezete
A nátrium-polonidhoz hasonlóan antifluorit rácsban kristályosodik.

## Fordítás
Ez a szócikk részben vagy egészben  a   Lithium polonide című angol Wikipédia-szócikk ezen változatának fordításán alapul.  Az eredeti cikk szerkesztőit annak laptörténete sorolja fel. Ez a jelzés csupán a megfogalmazás eredetét és a szerzői jogokat jelzi, nem szolgál a cikkben szereplő információk forrásmegjelöléseként.